# Anthoceros squamuliger
Anthoceros squamuliger là một loài rêu trong họ Anthocerotaceae. Loài này được Spruce mô tả khoa học đầu tiên năm 1885.